# Calci nitrat
Calci nitrat, (tiếng Na Uy: Norgessalpeter) là một hợp chất vô cơ và là muối calci của acid nitric với công thức hóa học Ca(NO3)2. Muối không màu này hút ẩm từ không khí và thường thấy ở dạng ngậm 3 phân tử nước (trihydrat). Chất này chủ yếu được dùng như thành phần của phân bón nhưng cũng có các ứng dụng khác. Nitrocalcit là tên của một loại khoáng chất chứa calci nitrat ngậm nước, tạo thành như một quá trình nở hoa khi phân hữu cơ tiếp xúc với bê tông hoặc đá vôi trong môi trường khô ráo như ở chuồng súc vật hoặc hang động. Một số loại muối có liên quan được biết đến bao gồm decahydrat calci amoni nitrat và calci kali nitrat decahydrate.

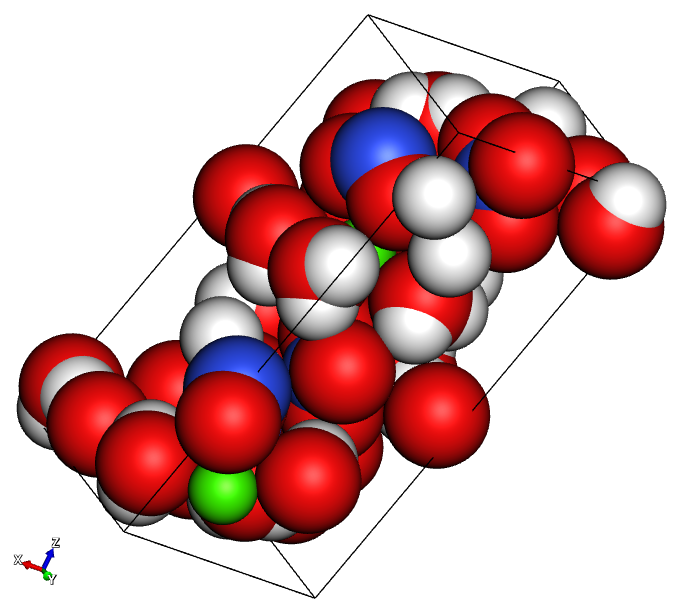
Cấu trúc tinh thể của Calci nitrat hydrat